# Mayetiola bifida
Mayetiola bifida är en tvåvingeart som beskrevs av Jean-Jacques Kieffer 1909. Mayetiola bifida ingår i släktet Mayetiola och familjen gallmyggor.
Artens utbredningsområde är Tyskland. Inga underarter finns listade i Catalogue of Life.